# Veddöarkipelagens naturreservat

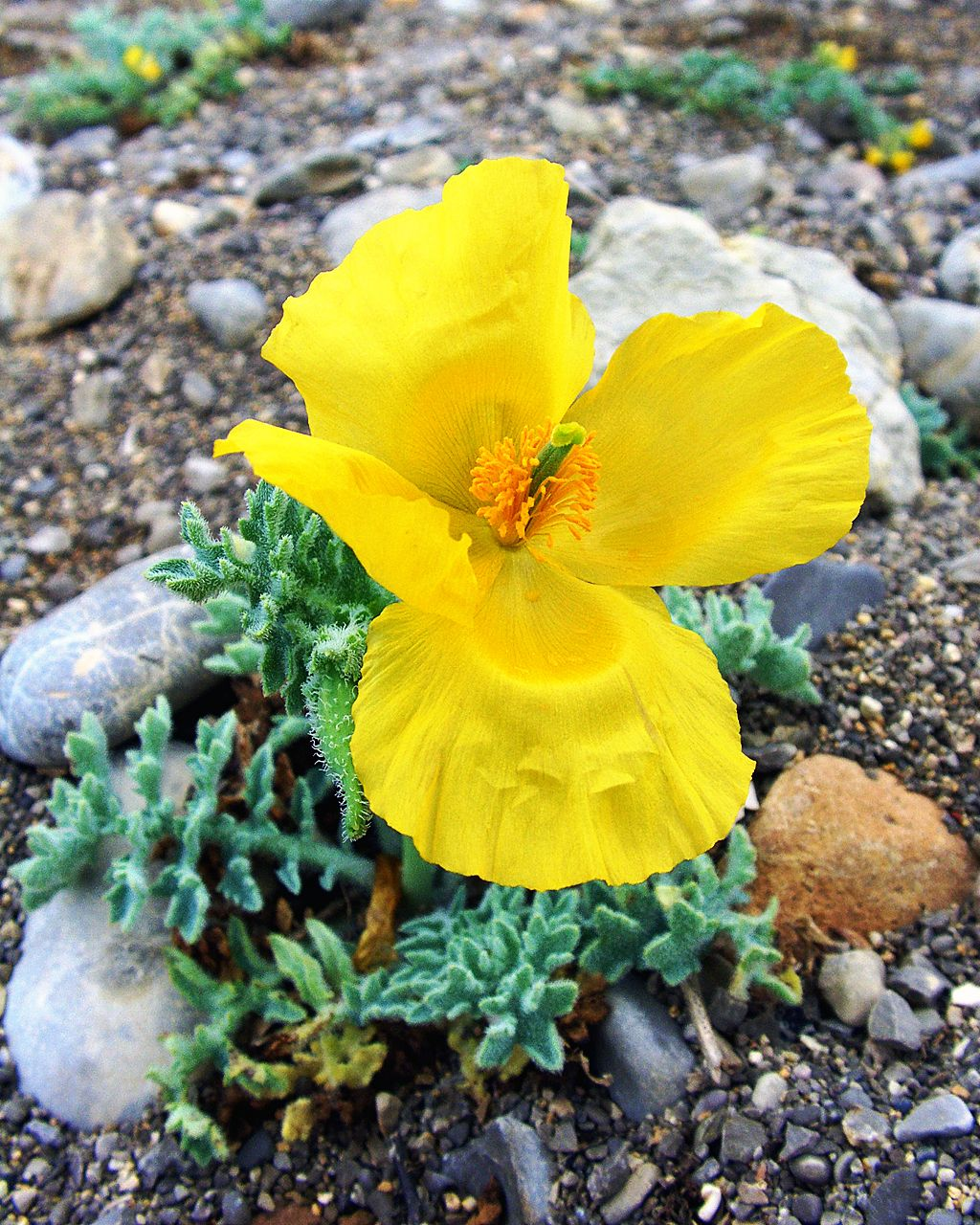
Strandvallmo

Veddöarkipelagen är ett naturreservat i Tanums socken i Tanums kommun i Bohuslän.
Området är skyddat sedan 2007 och omfattar 402 hektar. Det är beläget 2 km nordväst om Fjällbacka och består av halvön Veddö och flera kringliggande öar och vattenområden.
Inom naturreservatet finns betesmarker, skalgrusbankar (mussel- och snäckskal), ljunghedar och lövmarker med rik flora.  
Berggrunden består huvudsakligen av bohusgranit. Stora delar av reservatet består av kalt berg men i dalgångarna och vid de flackare stränderna finns finare material. De öppna betesmarkerna ligger till stor del på skalgrusrik och sandig mark. Centrala Veddö utgörs av en höjdplatå med hedar, hällmarker och myrar. På västsidan finns klipp- och sandstränder. Där växer den ovanliga strandvallmon som blommar med stora, gula blommor. På torrängar växer bl.a. Sankt Pers nycklar, kattfot och låsbräken.
På öarna finns flera fornlämningar med bronsåldersrösen och så kallade tomtningar, lämningar efter tidiga bosättningar.
Naturreservatet förvaltas av Västkuststiftelsen.